# Lijst van voetbalinterlands Tsjechië - Wales
Deze lijst van voetbalinterlands is een overzicht van alle officiële voetbalwedstrijden tussen de nationale teams van Tsjechië en Wales. De landen speelden tot op heden zes keer tegen elkaar. De eerste ontmoeting, een vriendschappelijke wedstrijd, werd gespeeld in Cardiff op 27 maart 2002. Het laatste duel, eveneens een vriendschappelijke wedstrijd, vond plaats op 29 maart 2022 in Cardiff.

## Wedstrijden
| № | Plaats  | Datum            | Competitie           | Wedstrijd        | Uitslag |
| - | ------- | ---------------- | -------------------- | ---------------- | ------- |
| 1 | Cardiff | 27 maart 2002    | Vriendschappelijk    | Wales – Tsjechië | 0 – 0   |
| 2 | Teplice | 2 september 2006 | EK 2008 kwalificatie | Tsjechië – Wales | 2 – 1   |
| 3 | Cardiff | 2 juni 2007      | EK 2008 kwalificatie | Wales – Tsjechië | 0 – 0   |
| 4 | Cardiff | 30 maart 2021    | WK 2022 kwalificatie | Wales – Tsjechië | 1 – 0   |
| 5 | Praag   | 8 oktober 2021   | WK 2022 kwalificatie | Tsjechië − Wales | 2 − 2   |
| 6 | Cardiff | 29 maart 2022    | Vriendschappelijk    | Wales − Tsjechië | 1 − 1   |

## Samenvatting
| Competitie        | Totaal gespeeld | Winst Tsjechië | Gelijk | Winst Wales | Doelsaldo Tsjechië – Wales |
| ----------------- | --------------- | -------------- | ------ | ----------- | -------------------------- |
| WK-kwalificatie   | 2               | 0              | 1      | 1           | 2 − 3                      |
| EK-kwalificatie   | 2               | 1              | 1      | 0           | 2 − 1                      |
| Vriendschappelijk | 2               | 0              | 2      | 0           | 1 − 1                      |
| Totaal            | 6               | 1              | 4      | 1           | 5 − 5                      |

## Details

### Eerste ontmoeting
| Vriendschappelijk (Cardiff, Wales, 27 maart 2002):                                                                                             |       |          |
| Wales | 0 – 0 | Tsjechië |
| | goals |          |
| - Debuut van Danny Gabbidon (Cardiff City) en Paul Evans (Brentford) voor Wales. - Debuut van Miroslav Holeňák (Slovan Liberec) voor Tsjechië. |       |          |

### Tweede ontmoeting
| EK 2008 kwalificatie (Teplice, Tsjechië, 2 september 2006): |              | |
| Tsjechië | 2 – 1        | Wales |
| David Lafata 76' David Lafata 89' | goals        | 85' (e.d.) Martin Jiránek |
| Karel Brückner | bondscoach   | John Toshack |
| Petr Čech Tomáš Ujfaluši Martin Jiránek David Rozehnal Marek Jankulovski Jiří Štajner 46' Tomáš Galásek 88' Tomáš Rosický Jaroslav Plašil Jan Koller Marek Kulič 75' | opstellingen | Paul Jones 78' Mark Delaney 78' Sam Ricketts Danny Gabbidon James Collins Carl Robinson Ryan Giggs Simon Davies 46' Carl Fletcher Lewin Nyatanga Craig Bellamy |
| Libor Sionko 46' David Lafata 75' Radoslav Kováč 88' | wissels      | 46' Joe Ledley 78' David Cotterill 78' Robert Earnshaw |
| | gele kaarten | 76' Carl Robinson |
| - Debuut van David Lafata (FK Jablonec) voor Tsjechië. |              | |

### Derde ontmoeting
| EK 2008 kwalificatie (Cardiff, Wales, 2 juni 2007): |       |          |
| Wales                                               | 0 – 0 | Tsjechië |
|                                                     | goals |          |